# Аратта
Аратта — вигадане географічне позначення землі далеко на схід від Шумеру. Воно зустрічається лише в літературних текстах, здебільшого в оповіданнях про легендарних царів Енмеркара та Лугальбанду, які правили містом Урук. Більшість вчених сьогодні погоджуються, що Аратта — це міфічне місце, яке неможливо знайти на карті. Однак постулюється подібність між літературними описами Аратти та південно-східного Ірану або навіть Афганістану.

## Уявлення про Аратту
Зі згадок в шумерських поемах («Енмеркар і правитель Аррати», «Енменкар і Енсухкешдана», «Лугальбанда та Енменкар», «Лугальбанда і гора Хурум») вимальовується образ легендарної Аратти. Це багатий, войовничий та могутній край, з яким Шумер мав відносини від давніх часів. Він знаходиться на певній відстані від Межиріччя і захищений дикими горами, але не настільки далеко аби зробити неможливою значну торгівлю. Аратта мала у великій кількості будівельні матеріали (камінь та дерево), дорогоцінні камені, метали та майстрів, які зналися на їх обробці (шумерське слово «аррату» — «прекрасно зроблене», первісно «виготовлене в Аратті»). Аратта також мала першість в стосунках з Богинею-Матір'ю Інанною, яка була покровителькою цього краю, але пізніше за непевних обставин проміняла його на південну країну — Шумер. Між Уруком та Араттою відбувалися військові конфлікти — вони намагалися підкорити одне одного. Метод перевезення вантажів, каміння і зерна, здається сумісним з історично відомою торгівлею між Вірменським узгір'ям та Шумером, а саме, човнами від півдня Аратти, і в'ючними тваринами з півночі Урука. Спілкування та торгівля між країнами мали таке значення, що, згідно з міфами, саме задля цього було створено писемність. Якщо Аратта дійсно була розміщена в східній частині Малої Азії, загальна причетність до неї цілого циклу міфів є ознакою, що вона грала важливу роль в генезі і розвитку релігії та культів Шумеру.

## Розташування
У літературних текстах Аратта розташована в гірському хребті: «Білі стіни Аррати стоять серед гір…». Вона описується як багата на ресурси, такі як дорогоцінні метали: олова, золота і лазуриту та каміння, а також рідкісні породи деревини. Вона багата на речі, яких бракує південній Месопотамії. Таким чином, Аратта уособлює ідею багатства, але також слави та популярності. У шумерських літературних творах про Енмеркара та Лугальбанду Аратта відіграє роль географічного та культурного аналога Шумеру. Володар Аратти, аналог шумерського царя, носить шумерське ім'я в оповіданні «Енмеркар та Енсухкешдана», але в оповіданні «Енмеркар та володар Аратти» цей володар залишається безіменним. В обох оповіданнях Аратта, як стверджується, була культовим центром поклоніння богині Інанні, і як шумерський цар, так і володар Аратти змагаються за її увагу. Не дивно, що в цих оповідях Шумер завжди досягає успіху і показаний культурно вищим за Аратту, а також улюбленцем богині Інанни.
Точне місцезнаходження залишається невідомим. З чотирьох загальних місцерозташувань, які науковці пропонують для Аратти, два розміщуються на сході Малої Азії: район озера Урмія та долина Арарат історичної Вірменії (цю теорію відстоює вірменський історик Артак Мовсісян). Інша альтернатива — область Аншан. Також висуваються теорії, що місто могло б бути в районі біля озера Урмія, або ж на півдні Афганістану чи сході Ірану.
Інші археологи вважають, що Аратта знаходилась в Ірані. Це витікає з того, що коли в епосі про Гільгамеша розповідається про його похід в Аратту, то він виходить з Уруку і проходить через Сузи (столицю Еламу) тобто рухається на схід, і відповідно Аратта знаходилась десь в Ірані. Хоч в центральному Ірані немає родовищ лазуриту, але існували центри обробки привізного лазуриту, що потрапляв до Межиріччя лише через них. До того ж, на Іранському узгір'ї археологи знайшли цілий ряд міських поселень, що були синхронні ранньому Шумерові й може були містами Аратти, наприклад, Шахрі-Сохте або Тепе-Ях'я. Останнім часом іранські археологи пов'язують з Араттою так звану Джирофтську культуру, відкриту на сході країни[джерело?].